# Dactylorhiza dubreuilhii
Dactylorhiza dubreuilhii är en orkidéart som först beskrevs av Gottfried Keller och Jeanj., och fick sitt nu gällande namn av Károly Rezsö Soó von Bere. Dactylorhiza dubreuilhii ingår i Handnyckelsläktet som ingår i familjen orkidéer. Inga underarter finns listade i Catalogue of Life.